# Wiktor Lindström

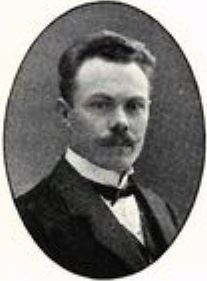
Wiktor Lindström.

Wiktor Johannes Lindström, född 2 mars 1883 i Gammelgarns församling, Gotlands län, död 9 juni 1951 i Nacka församling, Stockholms län, var en svensk journalist. 
Lindström var anställd vid Gotlands artillerikår 1901–1904 och elev vid Karlstads handelsinstitut 1905. Han var anställd såsom bokhållare i privat tjänst 1906–1908 samt redaktör och utgivare av Söderhamns-Kuriren från januari 1909 till 1913. Han flyttade 1916 från Söderhamn till Stockholm, där han verkade som redaktör. Han medverkade i flera tidningar under signaturerna Wiro och W:r L:m.